# Lupinus ludovicianus
Lupinus ludovicianus är en ärtväxtart som beskrevs av Edward Lee Greene. Lupinus ludovicianus ingår i släktet lupiner, och familjen ärtväxter. Inga underarter finns listade i Catalogue of Life.